# Euclidia dentata
Euclidia dentata är en fjärilsart som beskrevs av Otto Staudinger 1871. Euclidia dentata ingår i släktet Euclidia och familjen nattflyn. Inga underarter finns listade i Catalogue of Life.